# 吳鑄
吳鑄（1606年4月30日—17世紀），字鼎陶，浙江嘉興府秀水縣人，明朝、南明政治人物。

## 生平
萬曆四十六年（1618年），吳鑄舉浙江鄉試，崇禎十年（1637年）成進士，先在工部觀政，獲授廣信推官，其時流寇肆虐，南昌震動，撫按命他監紀軍務，能計畫周詳，斬殺寇魁張普薇等人，餘下的就此受撫，十二年（1639年）分考江西鄉試，提拔劉渤為解元，十五年（1642年）又分考應天鄉試，取錄陳俶若等名士，同時平反艾南英及夏言後裔冤獄，人稱恤刑最為慈祥。考滿行取未行就遇上甲申之變，弘光帝繼位後入朝擔任吏部主事，調任禮部祠祭司主事，改官湖廣道監察御史，與曾倜、張茂梧、劉憲章、何肇元、王大捷、李曰池、王亮教、劉世法、王國楠、王耀時齊名，不久辭官回鄉。
清朝順治三年（1646年），得御史疏薦，吳鑄以父母年老堅決拒絕出仕，卒年八十九歲。

## 家族
曾祖吳治；祖吳萃，附監、詔安縣三尹；父吳洪珎，庠生、封江西廣信府推官。子吳源起，順治十八年（1661年）辛丑進士。

## 引用
1. 1 2  康熙《秀水縣志·卷五》：吳鑄，字鼎吾，弱冠遊庠試輒高等，戊午登賢書，至丁丑成進士，司理廣信，時寇氛方熾，南昌震驚，撫按共案籍謀帥度無出其右者，遂令視師即投袂，遄征計畫周詳，斬其渠魁張普薇等，餘悉就撫，江右安堵，寇氛不致漸逼者皆其力也。己卯分校鄉闈，拔士劉渤為第一，壬午應聘南車，得士如陳俶若，而人皆氷鑑；平反疑獄如夏桂州後裔、艾南英受誣俱賴昭雪，慎刑恤獄稱慈祥最，累薦卓異，行取未赴，甲申闖寇幽都中流擊楫，誓不俱生，後南都監國，一時巨公以為諫垣一席非公不任，權臣不悅，勉注銓部又阻于大璫，改授儀部而歸。皇清順治三年直指王公疏薦，以父母春秋高堅辭不赴，日侍膝下；子源起辛丑進士，以水部考選候補給諫，值覃恩封奉直大夫、工部都水司主事，年八十有五，耆德名賢當世共仰云。
2. ↑  《崇禎十年丁丑科進士三代履歷》：吳鑄，曾祖治；祖萃，附監、詔安縣三尹；父洪珎，庠生、封江西廣信府推官。鼎陶，書三房，丙午三月二十四日生，秀水縣人，戊午九名，會七十九名，三甲十名，工部觀政，本年六月授江西廣信府推官，己卯本省同考，庚辰举卓异，壬午應天同考，癸未举卓异，甲申行取考选礼部祠祭司主事。
3. ↑  錢海岳《南明史·卷三十三·列傳第九》：同（蔣拱宸弘光）時曾倜、張茂梧、劉憲章、何肇元、王大捷、吳鑄、李曰池、王亮教、劉世法、王國楠、王耀時亦以建言稱。……鑄，字鼎陶，秀水人。崇禎十年進士。授廣信推官，監紀軍務。平張普薇亂，平反艾南英及夏言裔獄，遷吏部主事，調祠祭，改湖廣道御史。清薦不出。卒年八十九。